# Чезаре Маньяго
Чезаре Маньяго (англ. Cesare Maniago, нар. 13 січня 1939, Трейл, Британська Колумбія) — колишній канадський хокеїст, що грав на позиції воротаря.

## Ігрова кар'єра
Професійну хокейну кар'єру розпочав 1960 року.
Протягом професійної клубної ігрової кар'єри, що тривала 19 років, захищав кольори команд «Торонто Мейпл-Ліфс», «Монреаль Канадієнс», «Нью-Йорк Рейнджерс», «Міннесота Норт-Старс» та «Ванкувер Канакс».
Загалом провів 604 матчі у НХЛ, включаючи 36 ігор плей-оф Кубка Стенлі.

## Тренерська кар'єра
Один сезон (1988/89) був асистентом головного тренера клуб НХЛ «Ванкувер Канакс».